# Nicolau Joaquim Moreira
Nicolau Joaquim Moreira (Rio de Janeiro, 10 de janeiro de 1824 – 12 de setembro de 1894) foi um farmacêutico e médico brasileiro.

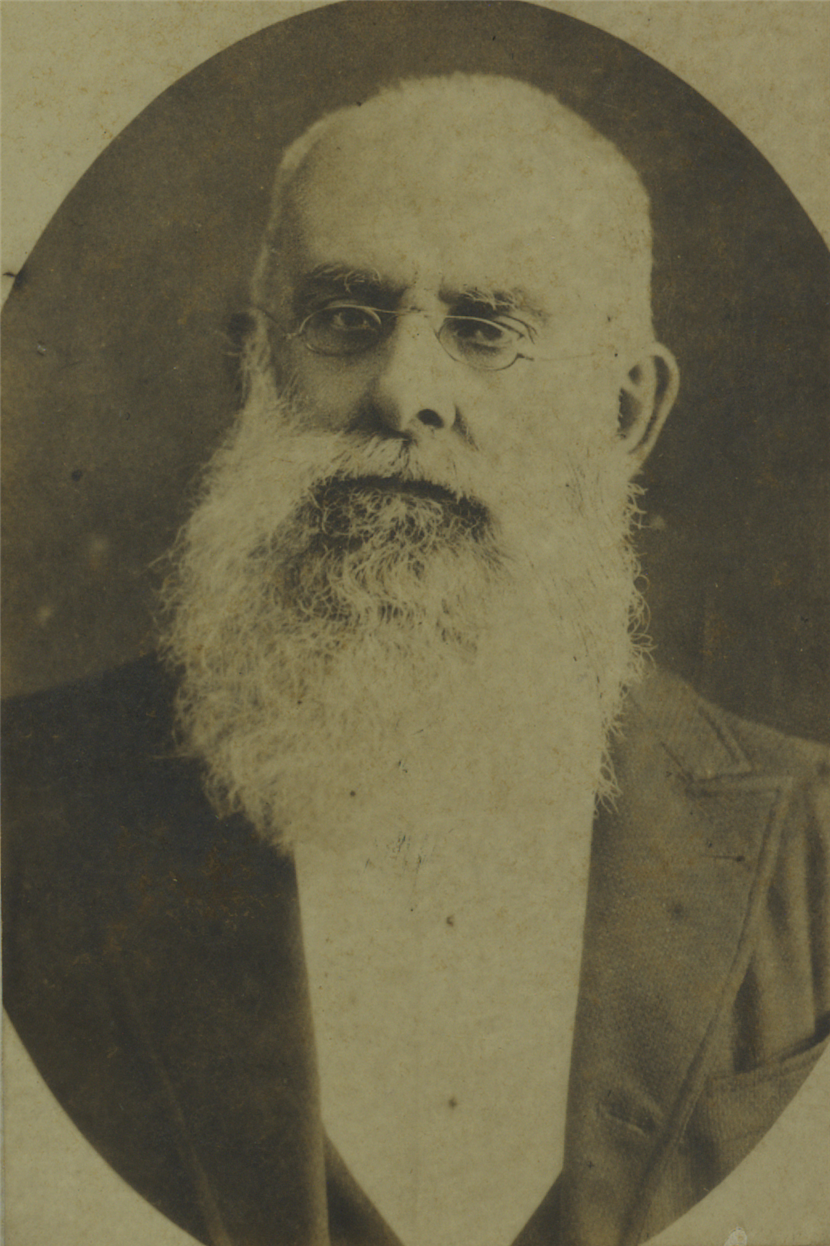
Nicolau Joaquim Moreira

Graduado em farmácia pela Faculdade de Medicina do Rio de Janeiro, onde obteve um doutorado em medicina em 1847. Foi eleito membro da Academia Nacional de Medicina em 1859, ocupando a Cadeira 81, que tem Eduardo Chapot Prévost como patrono.
Foi nomeado Presidente do Conselho Municipal de Intendentes entre 1891 e 1892.